# Yue Qingshuang
Yue Qingshuang (n. 7 octombrie 1985, Harbin, Republica Populară Chineză) este o jucătoare de curl ce a reprezentat Republica Populară Chineză, medaliată olimpică. A participat la 2 ediții ale Jocurilor Olimpice (2010, 2014) în care a câștigat o medalie de bronz.